# Rodopi – Sapadni
Das Fauna-Flora-Habitat-Gebiet Rodopi – Sapadni (bulgarisch Родопи – Западни ‚Westliche Rhodopen‘) liegt in den Oblasten Blagoewgrad, Pasardschik, Smoljan und Plowdiw im Süden Bulgariens. 
Das über 2.700 km³ große Schutzgebiet umfasst die überwiegend bewaldeten und dünn besiedelten westlichen Rhodopen. Neben interessanten Felsformationen und 374 Höhlen sind hier auch einige Täler mit Einflüssen mediterranen Klimas, wie z. B. die Täler von Wutscha, Kanina, Bistriza und Dospatska zu finden. Es beherbergt über 40 Lebensraumtypen der FFH-Richtlinie und ebenso viele Arten von gemeinschaftlichem Interesse. Das Schutzgebiet ist besonders bedeutend für den Schutz der rilo-rhodopischen Population des Braunbären.
Rodopi – Sapadni ist das größte der bulgarischen FFH-Gebiete und eines der größten in der gesamten EU. Es wurde im Jahr 2007 als FFH-Gebiet vorgeschlagen. 2008 erfolgte die Bestätigung als Gebiet gemeinschaftlicher Bedeutung (SCI) und 2021 die Ausweisung als Besonderes Erhaltungsgebiet (SAC). Das FFH-Gebiet überschneidet sich in großen Teilen mit den EU-Vogelschutzgebieten Sapadni Rodopi und Trigrad – Mursalitsa.

## Schutzzweck
Folgende Lebensraumtypen nach Anhang I der FFH-Richtlinie sind für das Gebiet gemeldet (prioritäre Lebensraumtypen sind mit * gekennzeichnet):
| EU Code | * | Lebensraumtyp (offizielle Bezeichnung)                                                                                             | Fläche [ha] |
| ------- | - | --- | ----------- |
| 3150    |   | Natürliche eutrophe Seen mit einer Vegetation des Magnopotamions oder Hydrocharitions                                              | 2.7         |
| 3160    |   | Dystrophe Seen und Teiche | 7.1         |
| 3260    |   | Flüsse der planaren bis montanen Stufe mit Vegetation des Ranunculion fluitantis und des Callitricho-Batrachion                    | 7.8         |
| 4060    |   | Alpine and boreale Heiden | 910.5       |
| 4090    |   | Oromediterrane endemische Heiden mit Stechginster                                                                                  | 2.8         |
| 40B0    |   | Potentilla fruticosa-Gebüsche der Rhodopen                                                                                         | 2.6         |
| 5130    |   | Formationen von Juniperus communis auf Kalkheiden und -rasen                                                                       | 223.5       |
| 5210    |   | Baumförmige Matorrals mit Juniperus spp.                                                                                           | 0.3         |
| 6110    | * | Lückige basophile oder Kalk-Pionierrasen (Alysso-Sedion albi)                                                                      | 4.3         |
| 6210    |   | Naturnahe Kalktrockenrasen und deren Verbuschungsstadien (Festuco-Brometalia) (* besondere Bestände mit bemerkenswerten Orchideen) | 316.9       |
| 6230    | * | Artenreiche montane Borstgrasrasen (und submontan auf dem europäischen Festland) auf Silikatböden                                  | 2099.8      |
| 62A0    |   | Östliche sub-mediterrane Trockenrasen (Scorzoneratalia villosae)                                                                   | 521.5       |
| 62D0    |   | Oro-moesisches bodensaures Grasland                                                                                                | 4212.1      |
| 6410    |   | Pfeifengraswiesen auf kalkreichem Boden, torfigen und tonig-schluffigen Böden (Molinion caeruleae)                                 | 183.2       |
| 6430    |   | Feuchte Hochstaudenfluren der planaren und montanen bis alpinen Stufe                                                              | 143.4       |
| 6510    |   | Magere Flachland-Mähwiesen (Alopecurus pratensis, Sanguisorba officinalis)                                                         | 46.4        |
| 6520    |   | Berg-Mähwiesen | 2784.8      |
| 7140    |   | Übergangs- und Schwingrasenmoore                                                                                                   | 19.9        |
| 7220    | * | Kalktuffquellen (Cratoneurion) | 0.04        |
| 8210    |   | Kalkfelsen mit Felsspaltenvegetation                                                                                               | 395.7       |
| 8220    |   | Silikatfelsen mit Felsspaltenvegetation                                                                                            | 474.5       |
| 8230    |   | Silikatfelsen mit Pioniervegetation des Sedo-Scleranthion oder des Sedo albi-Veronicion dillenii                                   | 81.6        |
| 8310    |   | Nicht touristisch erschlossene Höhlen                                                                                              | 0           |
| 9110    |   | Hainsimsen-Buchenwald (Luzulo-Fagetum)                                                                                             | 182.6       |
| 9130    |   | Waldmeister-Buchenwald (Asperulo-Fagetum) (incl. Waldgersten-Buchenwald)                                                           | 9848.1      |
| 9150    |   | Mitteleuropäischer Orchideen-Kalk-Buchenwald (Cephalanthero-Fagion)                                                                | 2521.4      |
| 9170    |   | Labkraut-Eichen-Hainbuchenwald Galio-Carpinetum                                                                                    | 4996.8      |
| 9180    | * | Schlucht- und Hangmischwälder Tilio-Acerion                                                                                        | 375.9       |
| 91AA    | * | Östliche Flaumeichenwälder | 134.9       |
| 91BA    |   | Moesische Tannenwälder | 7173.6      |
| 91CA    |   | Waldkiefernwälder der Rhodopen und des Balkan-Gebirges                                                                             | 79342.5     |
| 91D0    | * | Moorwälder | 198.0       |
| 91E0    | * | Auen-Wälder mit Alnus glutinosa und Fraxinus excelsior (Alno-Padion, Alnion incanae, Salicion albae)                               | 77.9        |
| 91H0    | * | Pannonische Flaumeichen-Wälder | 18.8        |
| 91M0    |   | Pannonisch-balkanische Zerreichen- und Traubeneichenwälder                                                                         | 251.5       |
| 91W0    |   | Moesische Buchenwälder | 331.9       |
| 91Z0    |   | Moesische Silberlindenwälder | 16.9        |
| 9270    |   | Griechische Buchenwälder mit Abies borisii-regis                                                                                   | 707.3       |
| 92A0    |   | Galeriewald mit Salix alba und Populus alba                                                                                        | 0.3         |
| 92C0    |   | Wälder mit Platanus orientalis und Liquidambar orientalis (Platanion orientalis)                                                   | 0.4         |
| 9410    |   | Montane bis alpine bodensaure Fichtenwälder (Vaccinio-Piceetea)                                                                    | 54664.5     |
| 9530    | * | Sub-mediterrane Kiefernwälder mit endemischen Schwarzkiefern                                                                       | 1118.9      |
| 9560    | * | Endemische Wälder mit Juniperus spp.                                                                                               | 54.8        |
| 95A0    |   | Oro-mediterrane Kiefernwälder der Hochlagen                                                                                        | 1.7         |

### Arteninventar
Folgende Arten von gemeinschaftlichem Interesse sind für das Gebiet gemeldet (Prioritäre Arten sind mit * gekennzeichnet):
| Bild                         | EU Code | * | Art                          | wissenschaftlicher Name       | Artengruppe           |
| ---------------------------- | ------- | - | ---------------------------- | ----------------------------- | --------------------- |
| Steinkrebs                   | 1093    | * | Steinkrebs                   | Austropotamobius torrentium   | Krebse                |
| Mopsfledermaus               | 1324    |   | Mopsfledermaus               | Barbastella barbastellus      | Säugetiere            |
|                              | 5088    |   | Türkische Barbe              | Barbus cyclolepis             | Fische und Rundmäuler |
| Gelbbauchunke                | 1193    |   | Gelbbauchunke                | Bombina variegata             | Amphibien             |
| Grünes Koboldmoos            | 1386    |   | Grünes Koboldmoos            | Buxbaumia viridis             | Moose                 |
| Wolf                         | 1352    | * | Wolf                         | Canis lupus                   | Säugetiere            |
|                              | 1088    |   | Großer Eichenbock            | Cerambyx cerdo                | Käfer                 |
| Steinbeißer                  | 1149    |   | Steinbeißer                  | Cobitis taenia                | Fische und Rundmäuler |
| Große Quelljungfer           | 4046    |   | Große Quelljungfer           | Cordulegaster heros           | Libellen              |
| Scharlachroter Plattkäfer    | 1086    |   | Scharlachroter Plattkäfer    | Cucujus cinnaberinus          | Käfer                 |
|                              | 4032    |   |                              | Dioszeghyana schmidtii        | Schmetterlinge        |
| Echium russicum              | 4067    |   |                              | Echium russicum               | Pflanzen              |
| Europäische Sumpfschildkröte | 1220    |   | Europäische Sumpfschildkröte | Emys orbicularis              | Reptilien             |
|                              | 1074    |   | Hecken-Wollafter             | Eriogaster catax              | Schmetterlinge        |
| Goldener Scheckenfalter      | 1065    |   | Goldener Scheckenfalter      | Euphydryas aurinia            | Schmetterlinge        |
| Spanische Flagge             | 1078    | * | Spanische Flagge             | Callimorpha quadripunctaria   | Schmetterlinge        |
| Sumpf-Siegwurz               | 4096    |   | Sumpf-Siegwurz               | Gladiolus palustris           | Pflanzen              |
| Firnisglänzendes Sichelmoos  | 1381    |   | Firnisglänzendes Sichelmoos  | Drepanocladus vernicosus      | Moose                 |
| Hirschkäfer                  | 1083    |   | Hirschkäfer                  | Lucanus cervus                | Käfer                 |
| Fischotter                   | 1355    |   | Fischotter                   | Lutra lutra                   | Säugetiere            |
| Langflügelfledermaus         | 1310    |   | Langflügelfledermaus         | Miniopterus schreibersii      | Säugetiere            |
| Trauerbock                   | 1089    |   | Trauerbock                   | Morimus funereus              | Käfer                 |
| Bechsteinfledermaus          | 1323    |   | Bechsteinfledermaus          | Myotis bechsteinii            | Säugetiere            |
|                              | 1307    |   | Kleines Mausohr              | Myotis blythii                | Säugetiere            |
|                              | 1316    |   | Langfußfledermaus            | Myotis capaccinii             | Säugetiere            |
| Wimperfledermaus             | 1321    |   | Wimperfledermaus             | Myotis emarginatus            | Säugetiere            |
| Großes Mausohr               | 1324    |   | Großes Mausohr               | Myotis myotis                 | Säugetiere            |
| Eremit                       | 1084    | * | Eremit                       | Osmoderma eremita             | Käfer                 |
| Kurzflügelige Schönschrecke  | 4053    |   | Kurzflügelige Schönschrecke  | Paracaloptenus caloptenoides  | Heuschrecken          |
|                              | 4042    |   | Eros-Bläuling                | Polyommatus eroides           | Schmetterlinge        |
|                              | 1306    |   | Blasius-Hufeisennase         | Rhinolophus blasii            | Säugetiere            |
| Mittelmeer-Hufeisennase      | 1305    |   | Mittelmeer-Hufeisennase      | Rhinolophus euryale           | Säugetiere            |
|                              | 1303    |   | Kleine Hufeisennase          | Rhinolophus hipposideros      | Säugetiere            |
| Große Hufeisennase           | 1304    |   | Große Hufeisennase           | Rhinolophus ferrumequinum     | Säugetiere            |
|                              | 1302    |   | Meheley-Hufeisennase         | Rhinolophus mehelyi           | Säugetiere            |
| Alpenbock                    | 1087    |   | Alpenbock                    | Rosalia alpina                | Käfer                 |
| Balkan-Gämse                 | 1371    |   | Balkan-Gämse                 | Rupicapra rupicapra balcanica | Säugetiere            |
| Europäischer Ziesel          | 1335    |   | Europäischer Ziesel          | Spermophilus citellus         | Säugetiere            |
|                              | 1219    |   | Maurische Landschildkröte    | Testudo graeca                | Reptilien             |
| Griechische Landschildkröte  | 1217    |   | Griechische Landschildkröte  | Testudo hermanni              | Reptilien             |
|                              | 4116    |   |                              | Tozzia carpathica             | Pflanzen              |
| Asiatischer Kammmolch        | 1171    |   | Asiatischer Kammmolch        | Triturus karelinii            | Amphibien             |
| Kleine Flussmuschel          | 1032    |   | Kleine Flussmuschel          | Unio crassus                  | Muscheln              |
| Braunbär                     | 1354    | * | Braunbär                     | Ursus arctos                  | Säugetiere            |
| Tigeriltis                   | 2635    |   | Tigeriltis                   | Vormela peregusna             | Säugetiere            |